# Abbaye de Justemont
L'abbaye Notre-Dame-de-l’Assomption de Justemont est une ancienne abbaye prémontrée, située sur le territoire de la commune de Vitry-sur-Orne en Moselle.

## Légende de Frère Zacharie
On raconte qu'un jour, un jeune seigneur, de retour des Croisades, découvrit que sa fiancée, lasse de l'attendre, était entrée au couvent. Plein de colère, il voulut la faire renoncer à ses vœux. Les seigneurs de la région l'empêchèrent de commettre un sacrilège. Mais il perdit son nom, sa fortune, sa qualité de noble. On lui ordonna de vivre en ermite et il décida de prendre le nom de Zacharie. Il choisit comme lieu de retraite une colline qui dominait la vallée de l'Orne et prit le nom de « Justi Mons », le Mont du Juste, Justemont. Et c'est le Frère Zacharie qui devint un jour le premier abbé de l'abbaye de Justemont.

## Histoire
Une communauté de chanoines s'établit sur le Justemont entre 1120 et 1124 à la suite d'une donation d'Euphémie de Watronville. Vers 1130, la communauté rejoint l'ordre de Prémontré. L'église abbatiale est consacrée en 1174 et devient le lieu de sépulture des seigneurs de Florange.
En 1593, l'abbaye est pillée par les protestants. En 1620, elle rejoint la Congrégation de l'antique rigueur. Au cours de la guerre de Trente Ans, vers 1630, elle est détruite par les Suédois.
L'abbaye de Justemont est supprimée en 1790. Les bâtiments sont ensuite détruits. De l’église romane seuls demeurent l’emplacement et la terrasse.

### Sources et bibliographie
- Bernard Ardura, Abbayes, prieurés et monastères de l'ordre de Prémontré en France des origines à nos jours : dictionnaire historique et bibliographique, Presses universitaires de Nancy, 1993, 734 p.
- E. Jacquemin, l'abbaye de Notre-Dame de Justemont, ordre de Prémontré, diocèse de Metz (1124-1792), Metz, 1950.